# Manuela Anwander
Manuela Anwander, verh. Höldrich (* 9. Januar 1992 in Gräfelfing) ist eine deutsche Eishockeyspielerin, die für die Nationalmannschaft gespielt und (mit dem ESC Planegg und dem ECDC Memmingen) insgesamt fünfmal die deutsche Meisterschaft gewonnen hat.

## Karriere
Manuela Anwander begann 1999 mit dem Eishockeysport und kam durch ihren Onkel und ihre Mutter zu diesem Sport. Ab 2007 spielte sie für den ESC Planegg in der Fraueneishockey-Bundesliga, nachdem sie zuvor den Nachwuchsbereich des EV Landsberg durchlaufen hatte. Bis 2012 spielte sie parallel für Planegg in der Bundesliga und Landsberg in der Junioren- und Jugend-Bundesliga, zwischendurch ab Dezember 2009 eine halbe Saison für den DHC Langenthal aus der Schweizer Leistungsklasse A. In dieser Zeit gehörte sie als Obergefreite der Sportfördergruppe der Bundeswehr an. Mit dem ESC Planegg gewann sie zwei deutsche Meisterschaften, einmal den DEB-Pokal der Frauen sowie den EWHL Super Cup 2011/12.
Manuela Anwander nahm im Juniorenbereich an den U18-Weltmeisterschaften 2008, 2009 und 2010 teil. Im Alter von 16 Jahren nahm sie mit der Frauen-Nationalmannschaft an der Weltmeisterschaft in Harbin teil, bei der sie mit der Nationalauswahl den neunten Platz belegte.
2011 schaffte sie mit der Frauennationalmannschaft den Aufstieg in die Top-Division bei der Weltmeisterschaft der Division I. 2012 wechselte sie zum ERC Ingolstadt, bei dem sie sich mit Maritta Becker und Andrea Lanzl auf die Olympischen Winterspiele 2014 vorbereitete. Bei der Weltmeisterschaft 2013 erreichte sie mit dem Nationalteam den fünften Platz.
Zuletzt hatte sie den Rang einer Stabsgefreiten inne. Nach den Olympischen Winterspielen 2014, bei der das deutsche Frauenteam den siebten Platz belegt hatte, verließ sie die Bundeswehr und begann eine Ausbildung zur Erzieherin.
Während der Saison 2014/15 nahm sich Manuela Anwander eine Auszeit und trainierte zunächst nur beim ECDC Memmingen mit, ehe sie in zwei Spielen für den ECDC als Torhüterin auflief (29 Minuten Eiszeit). 2016 gewann sie mit dem ECDC ihren vierten deutschen Meistertitel.
2017 und 2018 gewann sie jeweils den DEB-Pokal mit dem ECDC Memmingen, zudem erreichte sie 2018 ihre fünfte deutsche Meisterschaft. Anschließend beendete sie nach 168 Länderspielen ihre Karriere in der Nationalmannschaft und wechselt in die Landesliga Bayern zum ESV Kaufbeuren.

## Erfolge und Auszeichnungen
- 2007 Deutscher Vizemeister mit dem ESC Planegg
- 2007 Deutscher Vizemeister mit dem ESC Planegg
- 2008 Deutscher Meister mit dem ESC Planegg
- 2009 Deutscher Vizemeister mit dem ESC Planegg
- 2010 Deutscher Vizemeister mit dem ESC Planegg
- 2011 Deutscher Meister mit dem ESC Planegg
- 2011 Aufstieg in die Top-Division bei der Weltmeisterschaft der Division I
- 2012 Gewinn des EWHL Super Cups mit dem ESC Planegg
- 2012 Gewinn des DEB-Pokals mit dem ESC Planegg
- 2012 Deutscher Meister mit dem ESC Planegg
- 2016 Deutscher Meister mit dem ECDC Memmingen
- 2016 Gewinn des DEB-Pokals mit dem ECDC Memmingen
- 2016 Aufstieg in die Top-Division bei der Weltmeisterschaft der Division I
- 2017 Gewinn des DEB-Pokals mit dem ECDC Memmingen
- 2018 Deutscher Meister mit dem ECDC Memmingen
- 2018 Gewinn des DEB-Pokals mit dem ECDC Memmingen

## Karrierestatistik
(Legende zur Spielerstatistik: Sp oder GP = absolvierte Spiele; T oder G = erzielte Tore; V oder A = erzielte Assists; Pkt oder Pts = erzielte Scorerpunkte; SM oder PIM = erhaltene Strafminuten; +/− = Plus/Minus-Bilanz; PP = erzielte Überzahltore; SH = erzielte Unterzahltore; GW = erzielte Siegtore; 1 Play-downs/Relegation; Kursiv: Statistik nicht vollständig) P inklusive Play-offs